# Vasiľov
Vasiľov est un village de Slovaquie situé dans la région de Žilina.

## Histoire
Première mention écrite du village en 1600.

## Démographie

### Évolution de la population
| Année:               | 1994. | 2004.   | 2014.   | 2024.   |
| -------------------- | ----- | ------- | ------- | ------- |
| Nombre de personnes: | 767   | 757     | 819     | 818     |
| Différence:          |       | -1,30 % | +8,19 % | -0,12 % |

| Année:               | 2023. | 2024.   |
| -------------------- | ----- | ------- |
| Nombre de personnes: | 823   | 818     |
| Différence:          |       | -0,60 % |